# Дивизион
Дивизион представља основну ватрену и тактичку јединицу у артиљерији и артиљеријско-ракетним јединицама. Дивизиони могу деловати самостално или у саставу већих здружених тактичких јединица копнене војске. Дивизион се састоји од команде, неколико батерија и пратећих јединица везе и снабдевања. Дивизион по свом тактичко-оперативном нивоу у копненој војсци одговара батаљону. Команду над њим обично има официр у чину мајора, потпуковника или пуковника. Може бити артиљеријски и ракетни. 
- Артиљеријски дивизион је основна ватрена и тактичка јединица артиљерије. Намењен је за тактичку подршку тактичких, здружено тактичких и тактичко-оперативних јединица и састава. Налази се у организационом саставу артиљеријских, пешадијских, механизованих, оклопних, брдских и планинских пукова и бригада или делују самостално. У зависности од врсте оруђа, дивизион може бити истоврсног или мешовитог састава. Начелно у свом саставу има 3-4 артиљеријске батерије и друге пратеће јединице.

- Ракетни дивизион је основна ватрена и тактичка ракетна јединица копнене војске и противваздушне одбране. Задатак ових јединица јесте уништавање циљева на земљи и у ваздушном простору. Начелно се састоји из команде и 3-4 ракетне батерије. У неким армијама је сличног састава, а у неким не.

У Војсци Србије у склопу Копнене војске налази се Мешовита артиљеријска бригада која у свом саставу између осталих јединица има три хаубичко-топовска артиљеријска и један мешовити ракетни артиљеријски дивизион. Ови дивизиони опремљени су самоходним вишецевним лансерима ракета СВЛР 262 mm „ОРКАН“, СВЛР 128 mm М 77 „ОГАЊ“, хаубицама 152 mm М 84 „НОРА“ Б-52 и топовима 130 mm М46. Противваздушна одбрана Србије је, за разлику од организационих шема Војске Југославије и Југословенске народне армије у којима су фигурирали дивизиони, организована у самоходне ракетне и ракетне батаљоне сврстане у 250. ракетну бригаду противваздушне одбране.

У неким ратним морнарицама света одреди ратних бродови су организовани у мање пловне истоврсне јединице или дивизионе, аналогно већим пловним јединицама или дивизијама и флотама ратних бродова.